# Heptamerone
De Heptamerone is een verzameling van 72 korte verhalen in het Frans, geschreven door Margaretha van Navarra (1492-1549), en postuum gepubliceerd in 1558. De Heptamerone vertelt het verhaal van vijf mannen en vijf vrouwen die begin jaren 1500 door overstromingen afgesneden worden van de rest van de wereld en hun toevlucht zoeken in een abdij, hoog in de Pyreneeën. Ze moeten wachten tot de brug is gerepareerd en beginnen elkaar - geïnspireerd door Boccaccio's Decamerone - om de tijd te doden op een beschaafde manier elke dag een verhaal te vertellen. 

## Raamvertelling
Margaretha van Navarra construeerde de Heptamerone in de vorm van een raamvertelling en inspireerde zich daarbij op de Decamerone van Giovanni Boccaccio. Het was haar bedoeling om net als in Boccaccio's werk honderd verhalen in tien dagen te vertellen, maar bij haar dood had ze pas het tweede verhaal van de achtste dag afgerond. Veel van de verhalen gaan over liefde, lust, ontrouw  en romantiek. 

## Inhoud
In de proloog van de Heptameron vragen de gestrande reizigers aan de vrome Oisille op welke manier ze zich de komende dagen het best kunnen bezighouden. Oisille antwoordt dat ze in tijden van verveling en verdriet veel troost vindt in "la lecture des sainctes lettres", de Schrift leest en God contempleert. De anderen vinden dit echter niet zo geschikt voor hen, omdat ze jong zijn en behoefte hebben aan plezier en afleiding. Uiteindelijk besluiten ze  om elke ochtend voor een uur samen te komen in Oisilles kamer om naar haar Bijbelse lessen te luisteren, en de middagen door te brengen in een prachtig weiland, waar ze elkaar verhalen zullen vertellen.

## Vertaling
In 1950 werd het werk voor het eerst naar het Nederlands vertaald door Josephus Adrianus Sandfort onder de titel De Heptamerone: vertellingen van de koningin van Navarre. J. van Renesse verzorgde echter al in 1909 de vertaling De Heptamerone of De vertellingen van de koningin van Navarre.